# Theodoros Kolokotronis

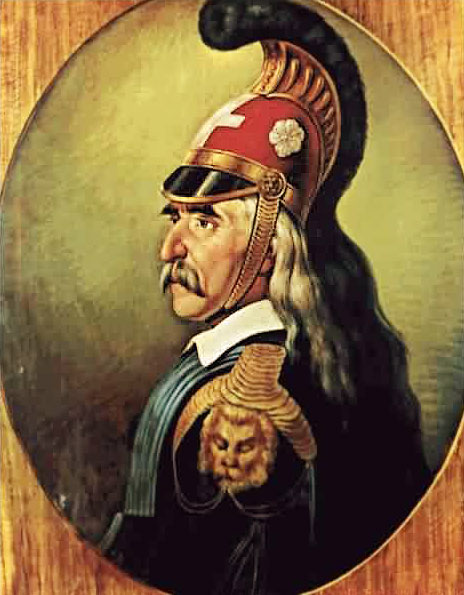
Theodoros Kolokotronis

Theodoros Kolokotronis (griechisch Θεόδωρος Κολοκοτρώνης; * 3. April 1770 in Ramavouni, (Messinia/ Griechenland); † 15. Februar 1843 in Athen) war ein griechischer Freiheitskämpfer, Partisanenführer und Generalfeldmarschall in der Revolution von 1821. Er ist auch bekannt als der „Alte von Morea“. Morea ist eine seit dem Mittelalter bestehende romanische Bezeichnung für den Peloponnes.

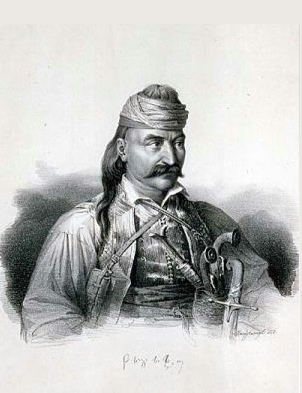
Theodoros Kolokotronis
Lithografie von Karl Krazeisen

Schon in seiner Jugend durchzog er die Peloponnes als Bandenführer. Als er 1806 von den Türken verfolgt wurde und nach Zante fliehen musste, trat er auf den unter britischer Verwaltung stehenden Ionischen Inseln in den Kriegsdienst ein und wurde später Major eines dort errichteten griechischen Regiments. Ab 1821 galt Kolokotronis neben „Petrobey“ Petros Mavromichalis als einer der Hauptanführer der Griechen.
Die Zweite Nationalversammlung in Astros ernannte ihn 1823 zum Oberbefehlshaber der Peloponnes, und bald darauf wurde er Vizepräsident des Exekutivrats. Nachdem er bereits auf dieser Versammlung in Opposition zur Regierung getreten war, kam es bald danach zu offenen Widersetzlichkeiten. Er unterlag jedoch mit seinen Parteigängern und wurde vier Monate als Gefangener in einem Kloster der Insel Hydra festgehalten, bis der Senat sich im Frühjahr 1825 genötigt sah, ihn an die Spitze der Peloponnesier gegen Ibrahim Pascha zu stellen, gegen den er aber keine großen Fortschritte erzielte.

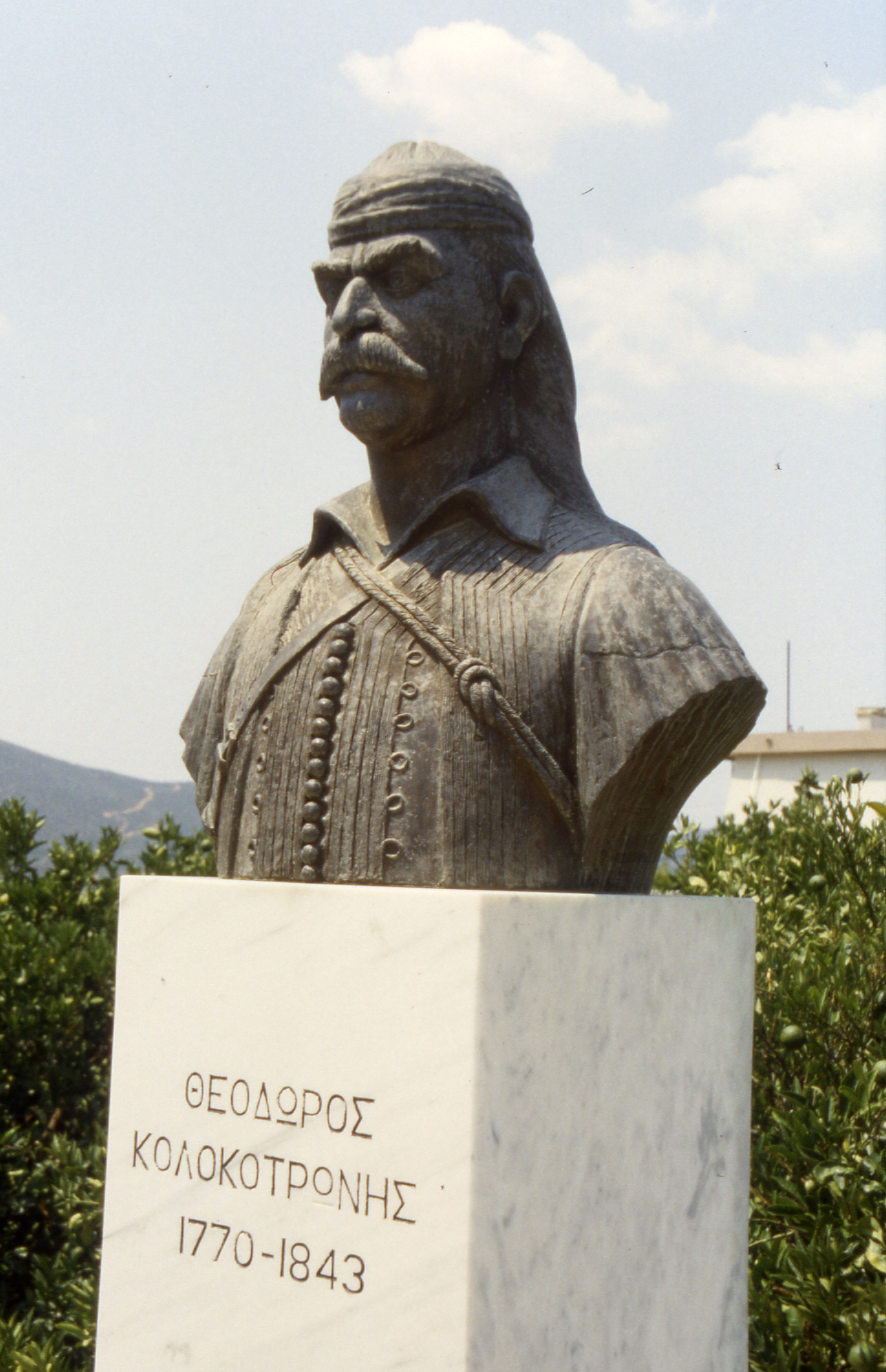
Denkmal in Nafplio (2002)

Nach der Ermordung des Präsidenten Ioannis Kapodistrias am 9. Oktober 1831, dessen Anhänger Kolokotronis war, wurde er zum Mitglied der provisorischen Regierungskommission gewählt und bekämpfte später die Siebener-Kommission, die bis zur Ankunft König Ottos die Regierung führte. Nicht weniger feindselig zeigte er sich der Regentschaft König Ottos gegenüber.
Er wurde angeklagt, Verschwörungsversuche unternommen zu haben, und nach seiner Verhaftung am 7. Juni 1834 zusammen mit seinem Schwager Dimitris Plapoutas vom Gerichtshof zu Nauplia wegen Hochverrats zum Tode verurteilt. Diese Strafe verwandelte jedoch der König in eine zwanzigjährige Festungshaft, die Kolokotronis in der Festung Palamidi verbringen musste. Nach kurzer Zeit gewährte König Otto ihm bei seinem Regierungsantritt am 1. Juni 1835 Amnestie.
Theodoros Kolokotronis starb am 15. Februar 1843 in Athen.
1901 wurde ihm in Nauplia ein Denkmal errichtet. Viele griechische Städte haben ihm zu Ehren Straßen und Plätze benannt. Außerdem ist Kolokotronis auch auf der griechischen 10-Euro-Silber-Gedenkmünze zum 200-jährigen Jubiläum der Griechischen Revolution abgebildet.

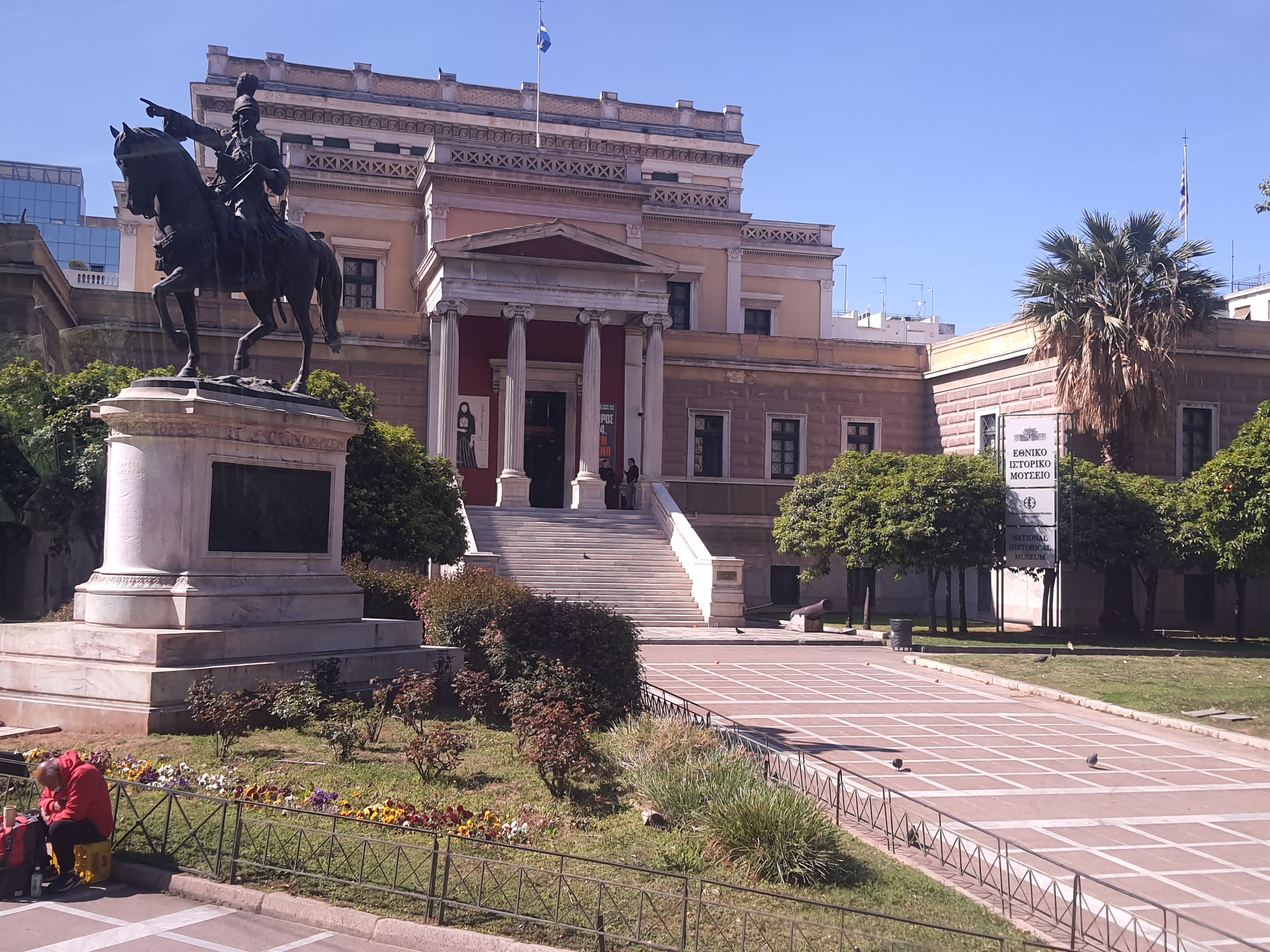
Reiterstandbild vor dem Nationalen Historischen Museum in Athen

Ein Reiterstandbild von Kolokotronis steht in Athen vor dem Nationalen Historischen Museum. 